# Rachanon Srinork
Rachanon Srinork (tiếng Thái: รชานนท์ ศรีนอก, sinh ngày 24 tháng 6 năm 1989) là một cầu thủ bóng đá từ Thái Lan.